# Ambalangoda
Ambalangoda ist eine Stadt an der Südwestküste von Sri Lanka.

## Lage
Ambalangoda liegt im Distrikt Galle in der Südprovinz (Southern Province) des Landes. Die Entfernung nach Colombo beträgt 87 km. Das Stadtzentrum liegt 13 m. ü. d. M.

## Verkehr und Infrastruktur
Mitten durch die Stadt führt die Küstenstraße A2, während die Autobahn E01 Southern Expressway mit der nächstgelegenen Anschlussstelle Kurundugahahetekma östlich von Ambalangoda verläuft. Die Eisenbahnlinie Coastal Line der Sri Lanka Railways, die Colombo mit Galle sowie Matara verbindet und in Beliatta endet, hat in Ambalangoda einen wichtigen 1894 eröffneten Bahnhof, an dem alle Fern- und Nahverkehrszüge halten.

## Geschichte
Während der portugiesischen und holländischen Kolonialzeit war Zimt das wichtigste Handelsgut der gesamten Insel, da in dem Gebiet zwischen Chilaw und Hambantota Zimtbäume und -sträucher wild wuchsen und in dem feucht-heißen Klima gut gediehen. Die erste Zimtplantage entstand 1769 im Südwesten Sri Lankas. Während der niederländischen Kolonialzeit Sri Lankas (1658–1796) bestand in Ambalangoda, wo 1750 eine holländisch-reformierte Kirche gebaut wurde, eine Niederlassung der Niederländischen Ostindien-Kompanie.

## Kultur
Ambalangoda ist als Badeort und vor allem als das Zentrum der Holzschnitzerei – vor allem von Tanzmasken und Marionetten – des Landes bekannt.  Die Tanzmasken werden noch heute bei der Aufführung von ländlichen Dramen (Kolam) sowie bei der Austreibung von Dämonen verwendet. Die Masken werden meistens aus dem relativ leichten, nicht schwer zu bearbeitenden Holz der Nux vomica, seltener aus Sandelholz geschnitzt, wobei das Holz anfangs mehrere Tage durch Räuchern getrocknet wird und man dann die groben Umrisse schnitzt. Dann wird die Maske noch einmal getrocknet, dieses Mal für mehrere Monate, wobei sie etwas schrumpft. Erst dann werden die Feinheiten mit einem Meißel geschnitzt. Als letztes werden die Masken bemalt, wobei jeder Farbe eine bestimmte Bedeutung zukommt: Masken, die Dämonen darstellen, haben ein rotes Gesicht, Götter ein hellblaues oder hellgrünes, Dorfbewohner ein graues oder grau-gelbes, Veddas ein grünes. Bei der Dämonenaustreibung unterscheidet man Sanni-Masken und Thovil-Masken, die auffallende Zähne haben und kleiner sind als die Masken, die man bei Dramenaufführungen verwendet. Vorführungen mit Marionetten, die in Sri Lanka seit rund 300 Jahren stattfinden, waren und sind im gebirgigen Teil Sri Lankas weit weniger verbreitet als im Tiefland. Auch die Marionetten werden aus dem Holz der Nux vomica geschnitzt, sind im Durchschnitt 90 bis 120 cm groß und werden an vier Fäden geführt. Mit Marionetten werden in der Regel volkstümliche Dramen aufgeführt, die in Sri Lanka Nadagama genannt werden und etwas an Operetten erinnern. Bei den Aufführungen sind für jede Marionette zwei Personen zuständig: Ein Spieler bewegt die Marionette, und eine andere Person spricht den Text. In jedem Theaterstück kommt u. a. ein Würdenträger eines Dorfes (Vidane) vor, der nicht tanzt, und ebenso ein Clown (Konangi), ein Junge (Sellapillai) und ein tanzendes Mädchen, wobei der Clown als erster auftritt und zur Einleitung des Stückes einen Tanz vorführt. Eine Aufführung dauerte früher im Durchschnitt drei Stunden.
Eine große Anzahl von Masken und Marionetten ist im Museum Ariyapala & Sons Traditional Masks zu sehen, das 1987 gegründet wurde und dessen Werkstatt ebenfalls zu besichtigen ist. Das Museum Puppet Museum im Ortsteil Balapitiya wird von Puppenspielern geleitet, die auch Vorführungen anbieten.
Das Gebäude Dutch Courthouse wurde 1750 von den Niederländern erbaut und diente ursprünglich als Kirche. Von den Briten wurde es erst als Gerichtsgebäude (Courthouse) und später als Stall benutzt. Da es keinen Turm und keine Fenster besitzt, ist der ursprüngliche Verwendungszweck als Kirche nicht mehr zu erkennen.
Der Sunandarama Maha Vihara, eine im 18. Jahrhundert erbaute buddhistische Tempelanlage, in der um 1750 ein heute noch verehrter Bodhi-Baum gepflanzt wurde, hat ein 30 m hohes und 18 m breites, reich verziertes Eingangstor und birgt in seinem Innern zahlreiche farbenfrohe Fresken und Wandgemälde.
Im 2 600 ha großen Naturschutzgebiet Maduganga Estuary am Fluss Madu Ganga steht auf der Insel Kothduwa Island, einer vom 15 Inseln des Schutzgebietes, der Koth Duwa Raja Maha Viharaya, der an Vollmondtagen von zahlreichen Pilgern besucht wird. Der Überlieferung wurde hier im 4. Jahrhundert zeitweise die Zahnreliquie des Buddha aufbewahrt, die heute im Zahntempel von Kandy ist.
Ambalangoda präsentiert sich heute als eine moderne Kleinstadt, in der nur noch sehr wenige Gebäude aus der Zeit vor der Unabhängigkeit Sri Lanks erhalten sind, z. B. das Postamt und der Bahnhof von 1894.

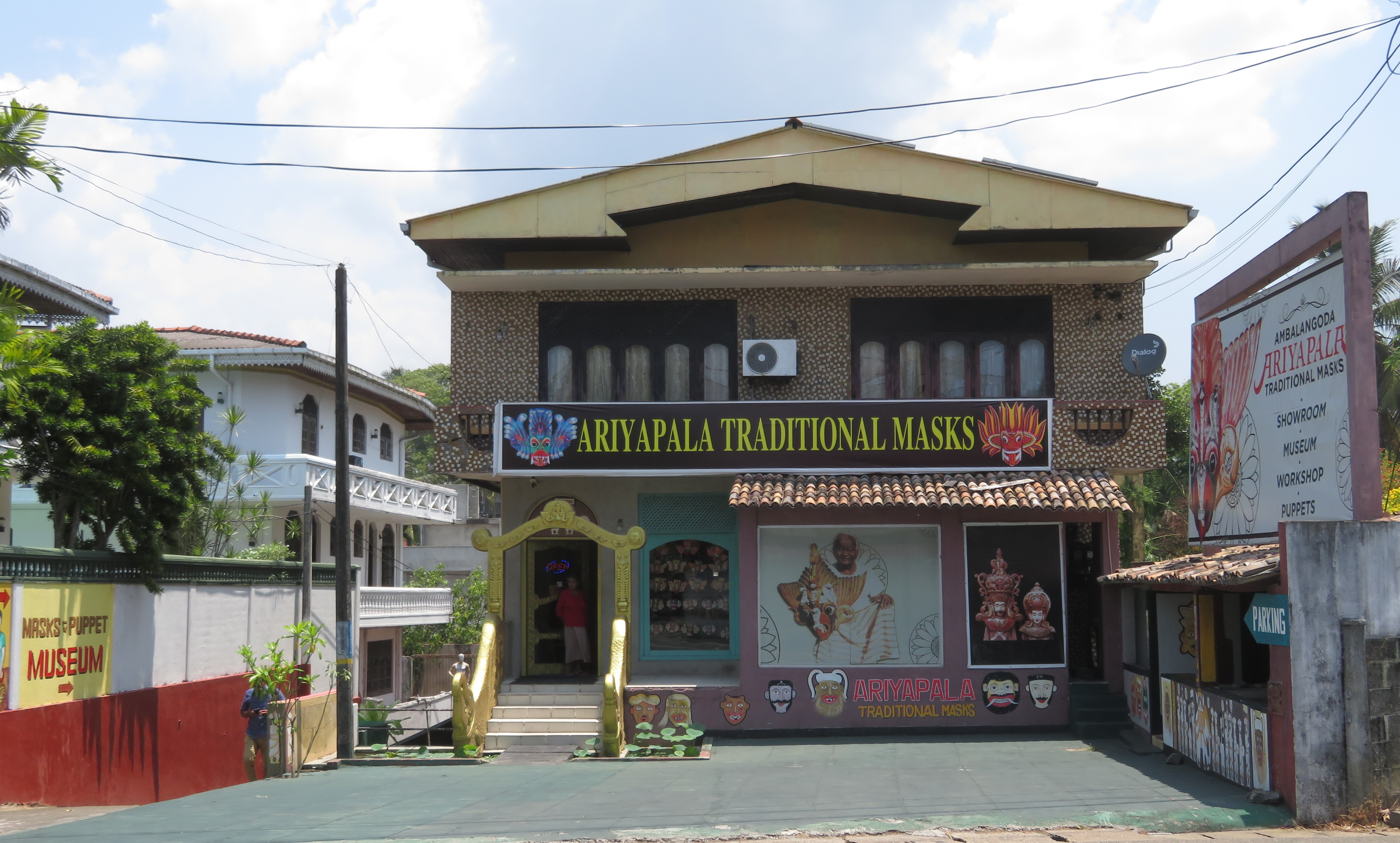
Museum für Masken und Marionetten
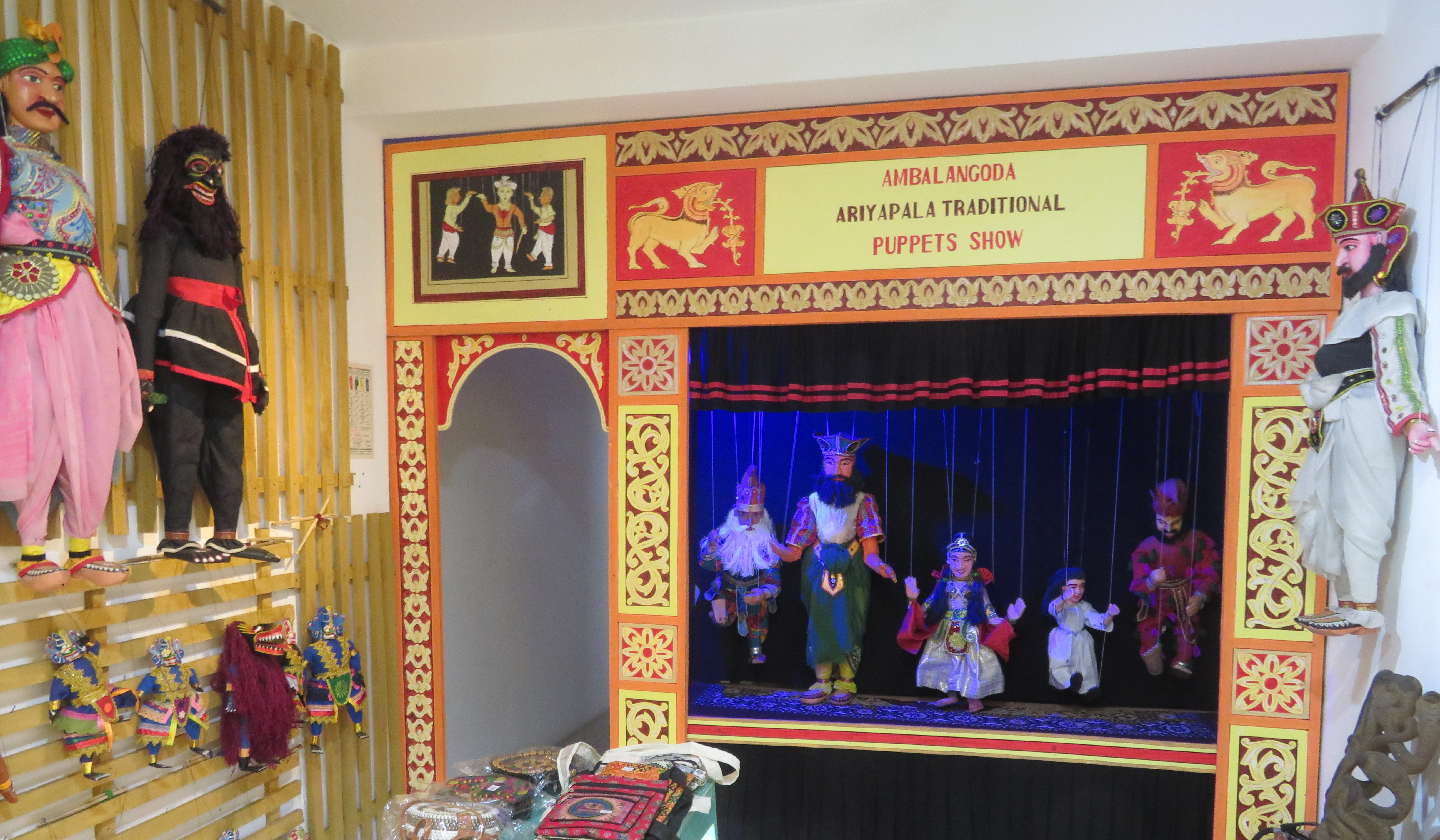
Im Museum
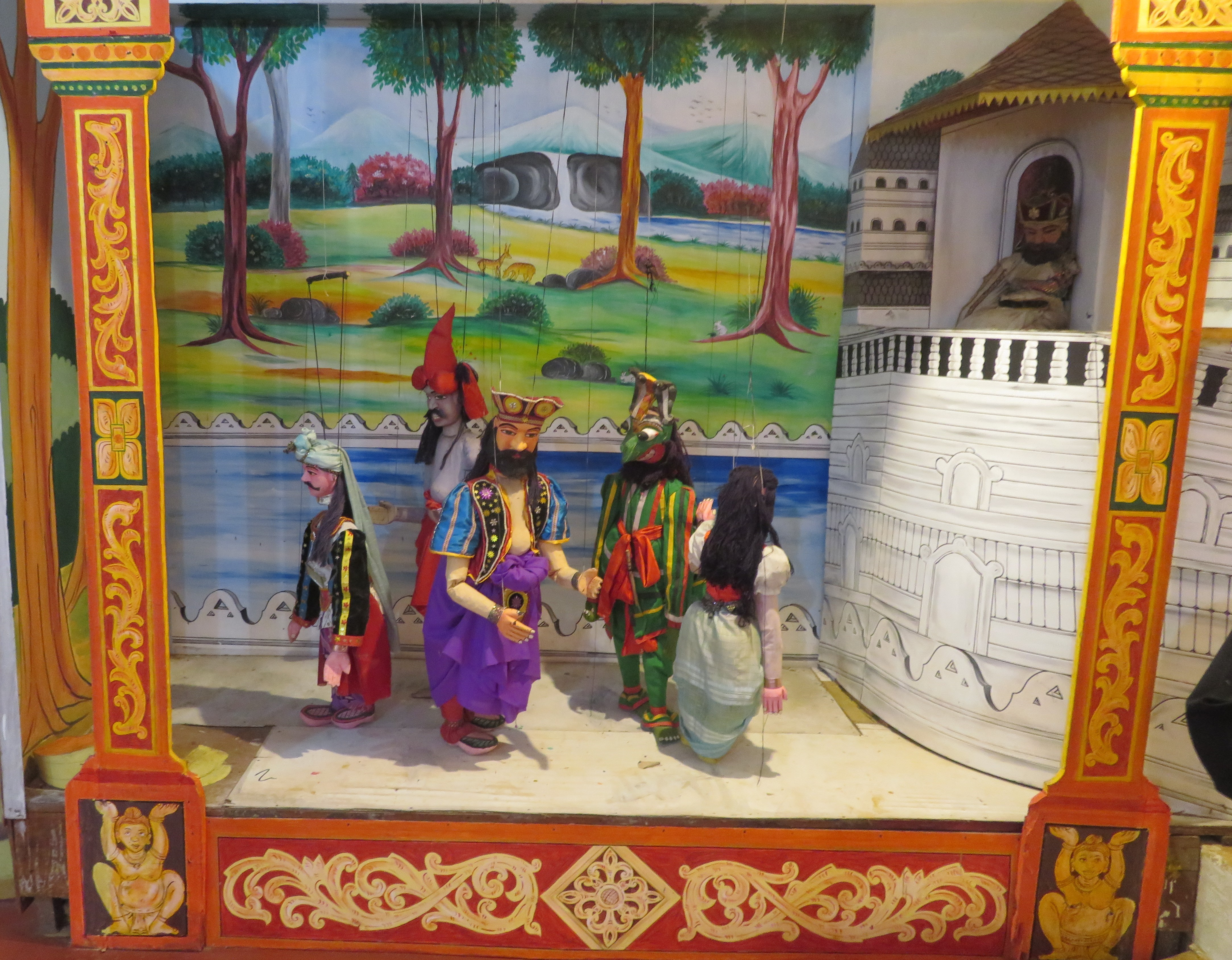
Traditionelle Marionetten
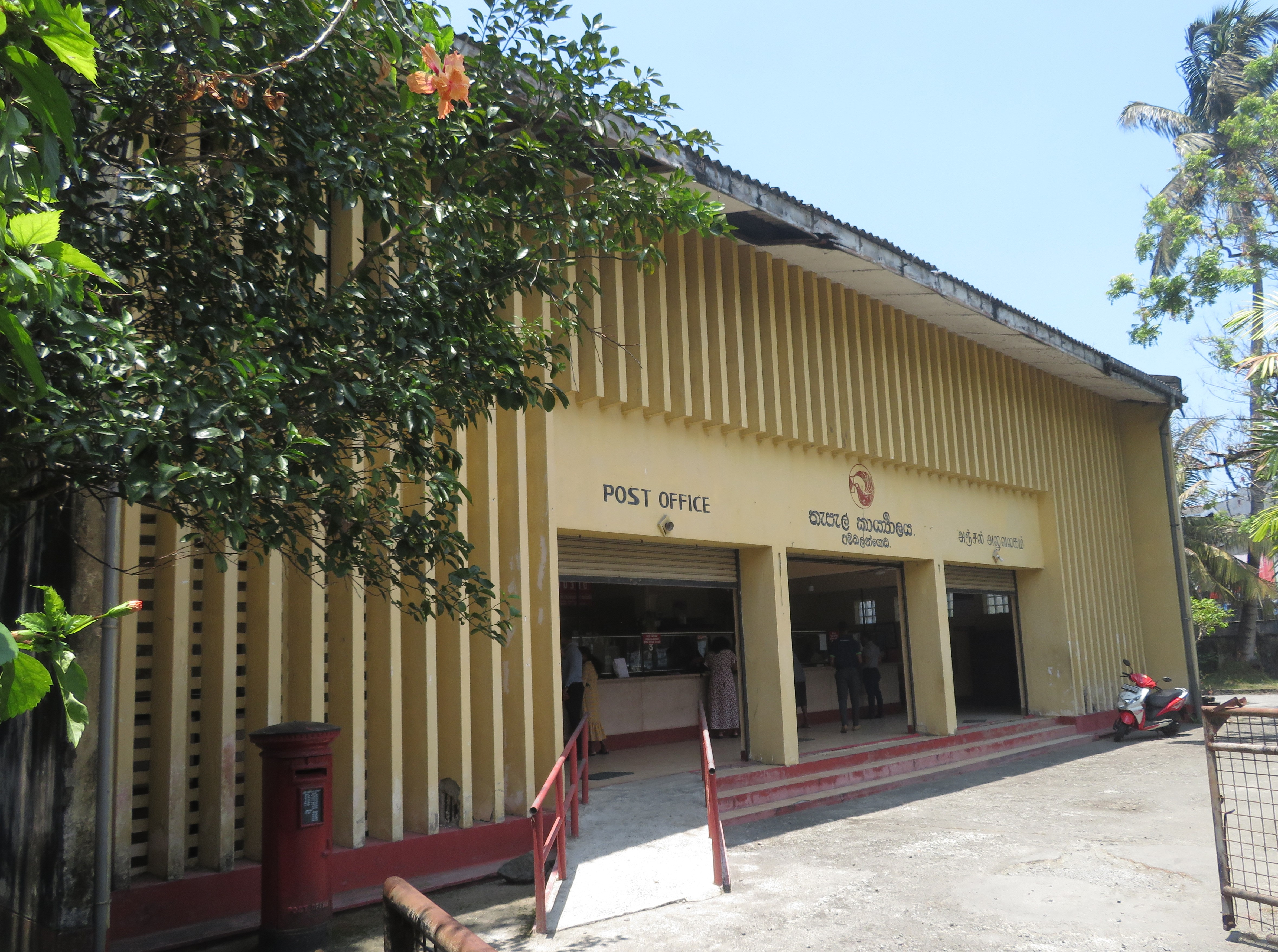
Postamt
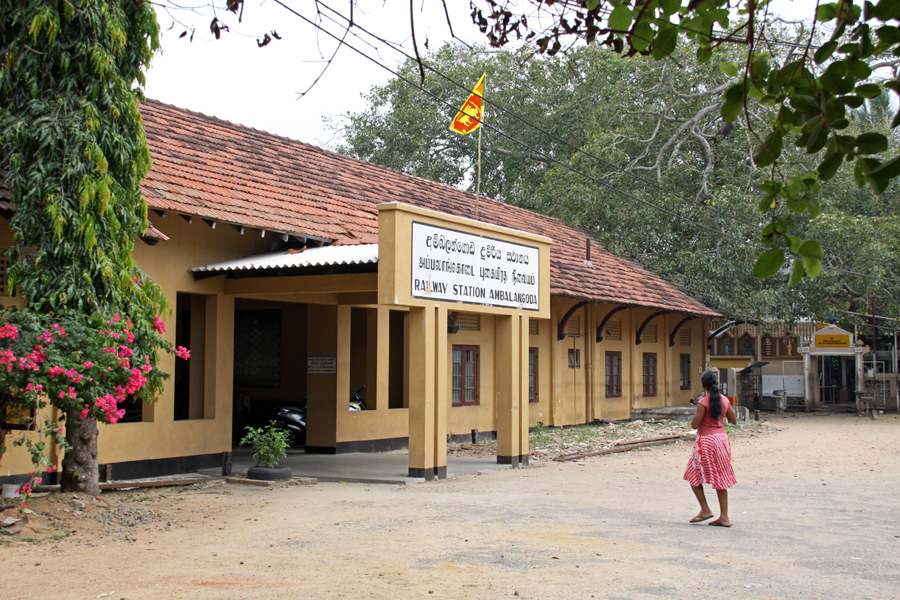
Bahnhof
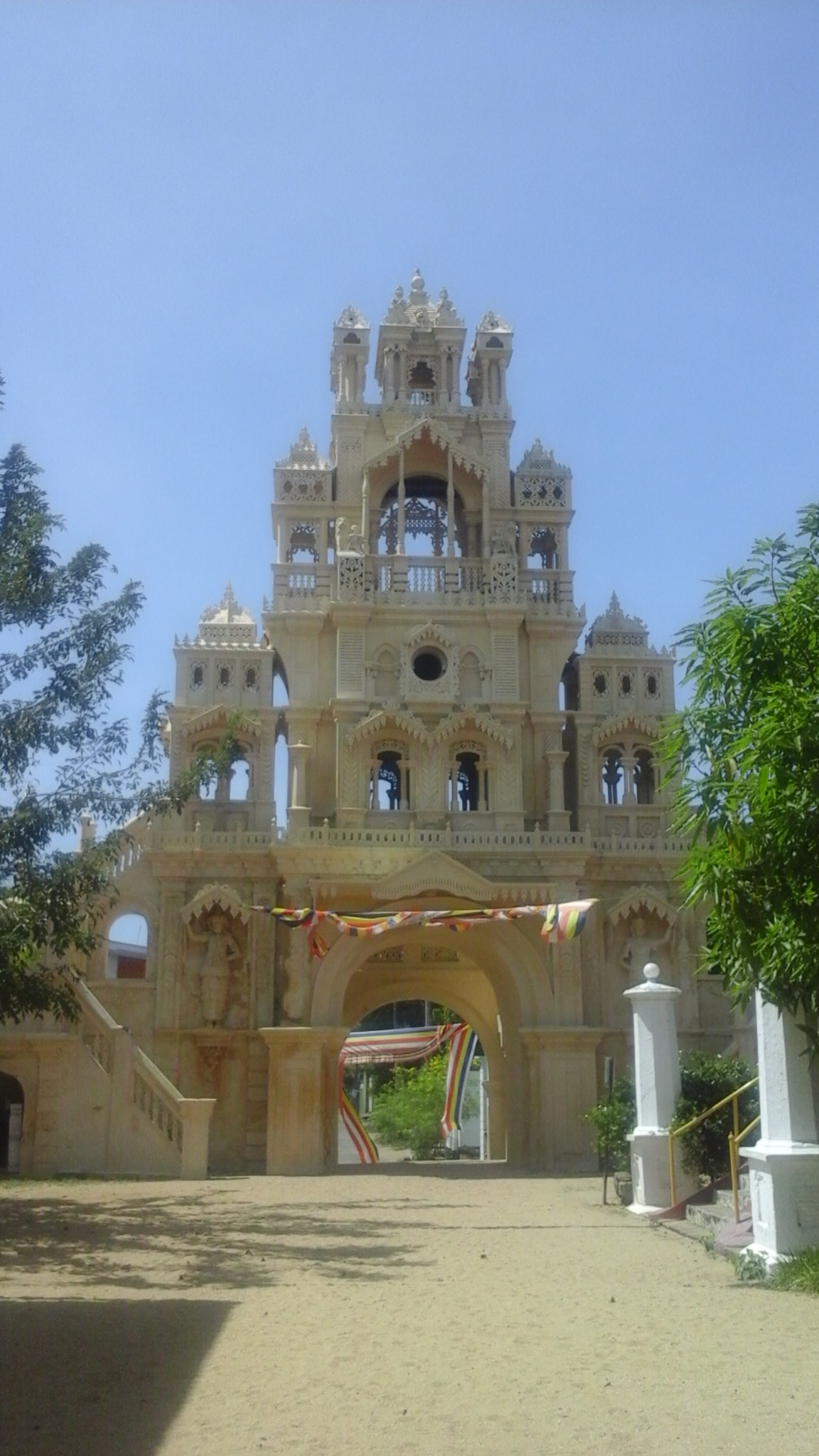
Eingangstor des Sunandarama Maha Vihara
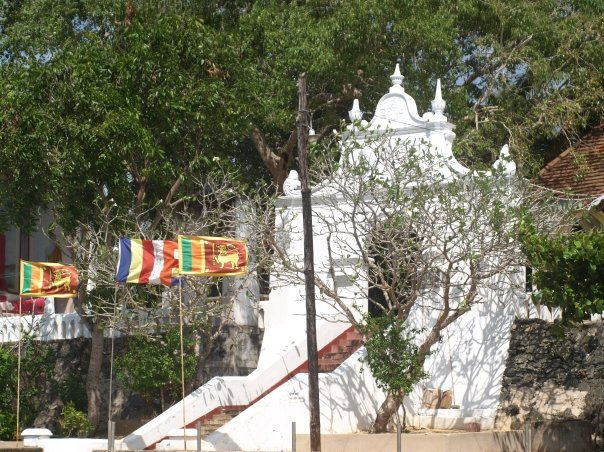
Tor des Koth Duwa Raja Maha Viharaya